# Marcusenius sanagaensis
Espèce
Statut de conservation UICN

VU : Vulnérable
Marcusenius sanagaensis est une espèce de poissons d'eau douce de la famille des Mormyridae.

## Répartition
Marcusenius sanagaensis est endémique du Cameroun où il ne se rencontre que dans le bassin du fleuve Sanaga.

## Description
Marcusenius sanagaensis peut mesurer jusqu'à 168 mm, queue non comprise. Sa coloration générale est grise avec sa tête un peu plus sombre. Deux bandes verticales sombres sont présentes entre les nageoires dorsale et anale, la deuxième n'étant pas toujours visible.

## Systématique
Le nom valide complet (avec auteur) de ce taxon est Marcusenius sanagaensis Boden (d), Teugels (d) & Hopkins (d), 1997,.

## Étymologie
L'épithète spécifique composée de sanaga et du suffixe latin -ensis, « qui vit dans, qui habite », lui a été donnée en référence à sa localité type, le fleuve Sanaga,.

## Publication originale
- (en) G. Boden, G. G. Teugels et C. D. Hopkins, « A systematic revision of the large-scaled Marcusenius with description of a new species from Cameroon (Teleostei; Osteoglossomorpha; Mormyridae) », Journal of Natural History, Royaume-Uni, vol. 31, no 11,‎ 1997, p. 1645-1682 (ISSN 0022-2933, lire en ligne, consulté le 21 août 2023).